# Oklahoma City Blazers (1965-1977)
Gli Oklahoma City Blazers sono stati una squadra di hockey su ghiaccio della con sede nella città di Oklahoma City, capitale dello Stato dell'Oklahoma. Nacquero nel 1965 e disputarono la Central Hockey League fino al loro scioglimento giunto nel 1977. Nel corso delle stagioni giocarono presso il Myriad Gardens e furono affiliati per lungo tempo ai Boston Bruins.

## Storia
Nel 1965 i Boston Bruins, formazione della National Hockey League, crearono un nuovo farm team nella Central Hockey League dopo il trasferimento dei Minneapolis Bruins e scelsero il nome di Oklahoma City Blazers. Le prime sue stagioni della squadra furono un successo, con la conquista di Adams Cup consecutive.  Dopo un'altra finale raggiunta nel 1969 i Blazers rimasero affiliati ai Bruins fino al 1972.
Dopo una stagione di inattività la squadra riprese a giocare regolarmente in CHL però sotto la guida dei Toronto Maple Leafs, squadra che aveva rilevato il controllo della formazione di Oklahoma City. I Blazers raggiunsero ancora una volta la finale nel 1974 perdendola nuovamente. Tre anni più tardi la franchigia si sciolse ma dopo un solo anno la CHL fece il proprio ritorno in città grazie alla creazione degli Oklahoma City Stars.
Nel 1992 nacque una nuova lega anch'essa chiamata Central Hockey League e rinacque con una nuova identità anche la franchigia degli Oklahoma City Blazers, durata fino al 2009 e vincitrice di due titoli.

### Affiliazioni
Nel corso della loro storia gli Oklahoma City Blazers sono stati affiliati alle seguenti franchigie della National Hockey League e della World Hockey Association:
- Boston Bruins: (NHL 1965-1972)
- Toronto Maple Leafs: (NHL 1973-1976)
- Colorado Rockies: (NHL 1976-1977)
- Houston Aeros: (WHA 1976-1977)
- Phoenix Roadrunners: (WHA 1976-1977)
- San Diego Mariners: (WHA 1976-1977)

## Record stagione per stagione
| Oklahoma City Blazers |          |    |    |    |    |    |     |     |    |                                                                |
| 1965-66               | CHL      | 70 | 31 | 26 | 13 | 75 | 188 | 203 | 2° | vince semifinali (St. Louis) 4-1 vince Adams Cup (Tulsa) 4-0   |
| 1966-67               | CHL      | 70 | 38 | 23 | 9  | 85 | 233 | 196 | 1° | vince semifinali (Houston) 4-2 vince Adams Cup (Omaha) 4-1     |
| 1967-68               | Southern | 70 | 38 | 20 | 12 | 88 | 245 | 174 | 1° | perde 1º turno (Tulsa) 3-4                                     |
| 1968-69               | South    | 72 | 40 | 19 | 13 | 93 | 295 | 225 | 1° | vince semifinali (Tulsa) 4-3 perde Adams Cup (Dallas) 1-4      |
| 1969-70               | CHL      | 72 | 26 | 39 | 7  | 59 | 233 | 291 | 6° |                                                                |
| 1970-71               | CHL      | 72 | 30 | 30 | 12 | 72 | 258 | 273 | 4° | perde semifinali (Omaha) 1-4                                   |
| 1971-72               | CHL      | 72 | 29 | 34 | 9  | 67 | 235 | 273 | 4° | perde semifinali (Dallas) 2-4                                  |
| 1973-74               | CHL      | 77 | 36 | 25 | 11 | 83 | 280 | 230 | 2° | vince semifinali (Fort Worth) 4-1 perde Adams Cup (Dallas) 1-4 |
| 1974-75               | Southern | 78 | 33 | 33 | 12 | 78 | 267 | 267 | 2° | perde semifinali (Dallas) 0-3                                  |
| 1975-76               | CHL      | 76 | 32 | 34 | 10 | 74 | 256 | 263 | 4° | perde semifinali (Tulsa) 0-4                                   |
| 1976-77               | CHL      | 76 | 15 | 53 | 8  | 38 | 245 | 416 | 6° |                                                                |

## Record della franchigia

### Singola stagione
Gol: 41  Gregg Sheppard (1971-72)
Assist: 68  Jim Lorentz (1968-69)
Punti: 101  Jim Lorentz (1968-69)
Minuti di penalità: 270  Bob Stewart (1970-1971)

### Carriera
Gol:: 92  Gregg Sheppard
Assist:: 131  Gregg Sheppard
Punti: 223  Gregg Sheppard
Minuti di penalità: 619  Murray Davison
Partite giocate: 334  Brian Bradley

## Palmarès

### Premi di squadra
- Adams Cup: 2

1965-1966, 1966-1967

### Premi individuali
- CHL Most Valuable Defenseman Award: 2

Barry Gibbs: 1968-1969
Claire Alexander: 1973-74
- CHL Most Valuable Player Award: 2

Jim Lorentz: 1968-1969
Gregg Sheppard: 1971-72
- CHL Rookie of the Year: 3

Jim Lorentz: 1967-1968
Steve Atkinson: 1968-1969
Claire Alexander: 1973-74
- Jake Milford Trophy: 1

Gerry Moore: 1973-74